# إدوارد هام (سياسي)
إدوارد هام (بالألمانية: Eduard Hamm)‏ (و. 1879 – 1944 م) هو سياسي، وقاضي ألماني، ولد في باساو، توفي في برلين، عن عمر يناهز 65 عاماً.

## مناصب
تولى منصب عضو مجلس النواب الألماني للجمهورية فايمار
.

## التعليم
تعلم في جامعة لودفيغ ماكسيميليان في ميونخ
.